# ATP Challenger Mallorca
Das ATP Challenger Mallorca (offizieller Name: Rafa Nadal by Movistar) ist ein seit 2018 stattfindendes Tennisturnier in der Gemeinde Manacor auf Mallorca. Es ist Teil der ATP Challenger Tour und wird im Freien auf Hartplatz ausgetragen. Es findet in der Tennisakademie von Rafael Nadal statt.

## Liste der Sieger

### Einzel
| Jahr | Sieger          | Finalgegner        | Ergebnis              |
| ---- | --------------- | ------------------ | --------------------- |
| 2025 |                 |                    | Austragung ab 26.8.25 |
| 2024 | Duje Ajduković  | Matteo Gigante     | 4:6, 6:3, 6:4         |
| 2023 | Hamad Međedović | Harold Mayot       | 6:2, 4:6, 6:2         |
| 2022 | Luca Nardi      | Zizou Bergs        | 7:62, 3:6, 7:5        |
| 2021 | Lukáš Lacko     | Yasutaka Uchiyama  | 5:7, 7:68, 6:1        |
| 2020 | abgesagt        | abgesagt           | abgesagt              |
| 2019 | Emil Ruusuvuori | Matteo Viola       | 6:0, 6:1              |
| 2018 | Bernard Tomic   | Matthias Bachinger | 6:4, 3:6, 7:64        |

### Doppel
| Jahr | Sieger                                | Finalgegner                               | Ergebnis              |
| ---- | ------------------------------------- | ----------------------------------------- | --------------------- |
| 2025 |                                       |                                           | Austragung ab 26.8.25 |
| 2024 | David Pichler Jurij Rodionov          | Anirudh Chandrasekar David Vega Hernández | 1:6, 6:3, [10:7]      |
| 2023 | Daniel Cukierman Joshua Paris         | N. Sriram Balaji Ramkumar Ramanathan      | 6:4, 6:4              |
| 2022 | Yuki Bhambri Saketh Myneni            | Marek Gengel Lukáš Rosol                  | 6:2, 6:2              |
| 2021 | Karol Drzewiecki Sergio Martos Gornés | Fernando Romboli Jan Zieliński            | 6:4, 4:6, [10:3]      |
| 2020 | abgesagt                              | abgesagt                                  | abgesagt              |
| 2019 | Sander Arends David Pel               | Karol Drzewiecki Szymon Walków            | 7:5, 6:4              |
| 2018 | Ariel Behar Enrique López Pérez       | Daniel Evans Gerard Granollers            | kampflos              |